# Guayabero (rijeka)
Guayabero je rijeka u Kolumbiji. Sutokom s rijekom Ariari tvori rijeku Guaviare. Pripada porječju rijeke Orinoco.

## Vanjske poveznice
|  | Zajednički poslužitelj ima još gradiva o temi Guayabero (rijeka) |